# Robokeeper

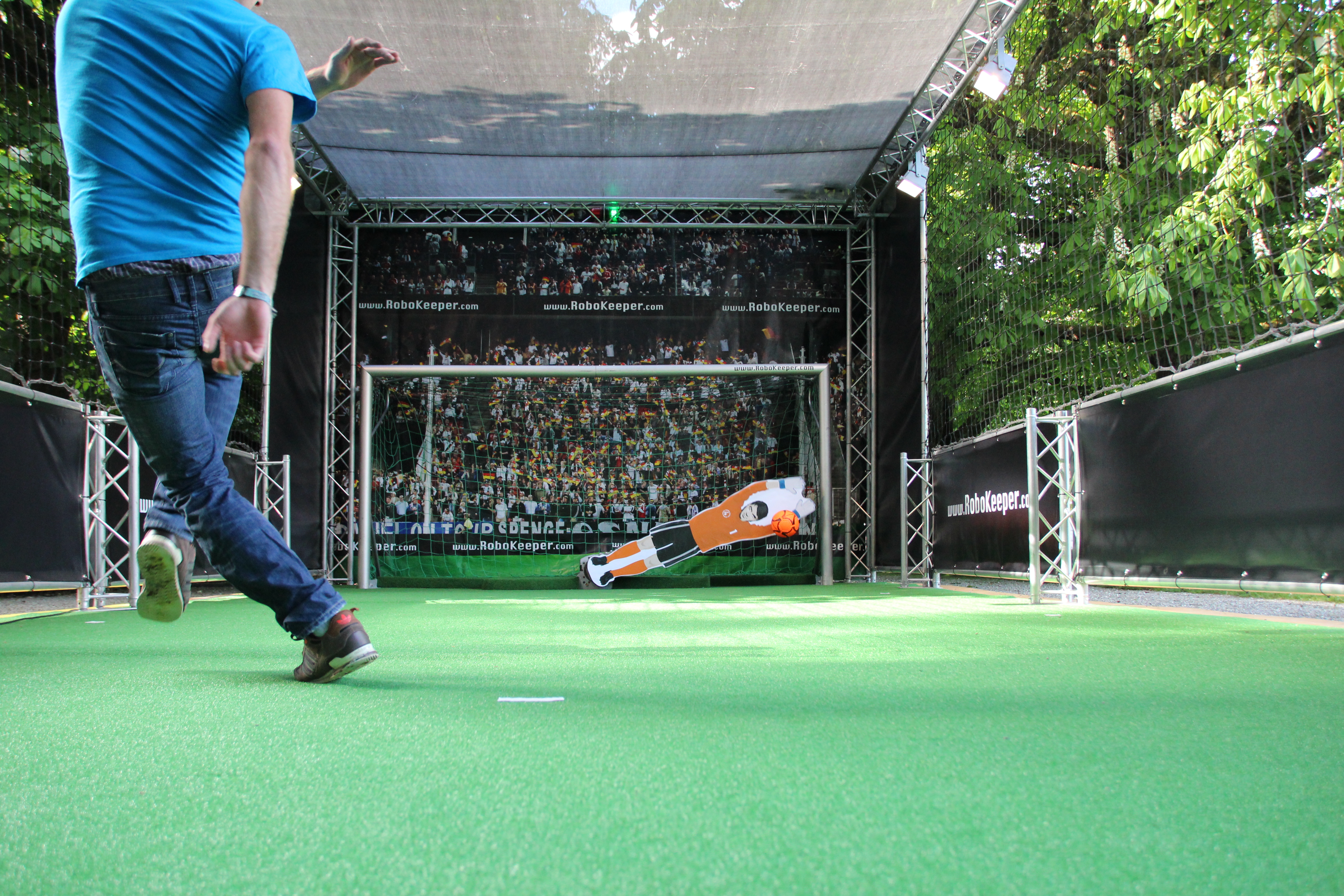
Robokeeper in Aktion bei einem Event

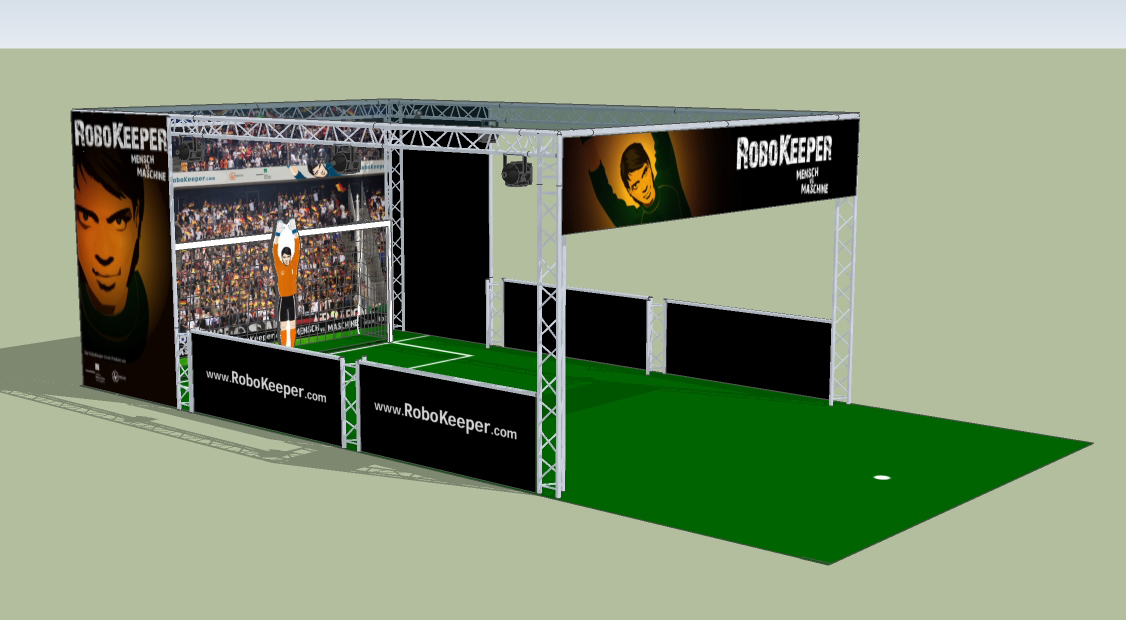
3D-Zeichnung des kompletten Robokeeper-Moduls

Der Robokeeper ist ein roboterähnlicher, automatischer Fußballtorwart, der in seiner Funktion dem klassischen Tipp-Kick-Torwart nachempfunden ist. Er wurde am Dortmunder Fraunhofer-Institut für Materialfluss und Logistik in der Abteilung Maschinen und Anlagen entwickelt.

## Funktionsweise
Das System besteht aus einer Torwart-Figur, die an einer Motor-Getriebekombination mit hoher Leistungsdichte und Dynamik angebracht ist. Der Antrieb und die zugehörige Motorsteuerung sowie zwei Gigabit-Farbkameras sind mit einem Auswerterechner verbunden, auf dem eine schnelle 3D-Bildverarbeitungssoftware läuft.
Das Abwehren eines Torschusses funktioniert, indem der Ball, der sich farblich von der Umgebung abhebt, von den Kameras mit je bis zu 90 Bildern pro Sekunde erfasst und während des Flugs verfolgt wird. Aus diesen Daten ermittelt die Bildverarbeitungssoftware den voraussichtlichen Auftreffpunkt im Tor und gibt dieses Ergebnis als Winkelwert an die Motorsteuerung weiter, die dann die Torwartfigur um den erforderlichen Winkel dreht. Das erste Ergebnis steht ca. 50 msec nach dem Abschuss zur Verfügung, bei einer Schussgeschwindigkeit von 100 km/h hat der Ball dann bereits 1,5 Meter zurückgelegt. Der Antrieb benötigt für den weitesten Weg, also einen Schwenk aus der senkrechten Ruheposition um 90° nach links oder rechts, eine Zeit von 300 msec, in denen der Ball weitere 8,5 Meter fliegt. Schüsse vom Elfmeterpunkt mit einer Geschwindigkeit von 100 km/h „flach in die Ecke“ kann der Robokeeper also halten. Ein Antrieb mit einer Motorleistung von 21 kW beschleunigt (und bremst) die Torwartfigur mit 20-facher Erdbeschleunigung (und damit 17-mal höher als bei einem Formel-1-Wagen), die Fingerspitzen der Figur erreichen dabei eine Höchstgeschwindigkeit von 53 km/h.
Das Tor hat eine Breite von 4 Metern und eine Höhe von zwei Metern, die Torwartfigur eine Länge von 2,05 Metern. Geschossen wird mit einem orangefarbenen Kunstleder-Ball mit 23 Zentimetern Durchmesser. Aufgrund der Abmessungen von Tor und Torwartfigur verbleibt in den beiden oberen rechten und linken Torecken jeweils ein Freiraum von etwa 60 Zentimeter Größe, so dass ein geübter Schütze wie beispielsweise Lionel Messi mit einem präzisen Schuss den Robokeeper überwinden kann.

## Einsatz
Nach Abschluss der Entwicklung und Präsentation auf einer Messe im Jahr 2007 war das öffentliche Interesse so stark, dass seitdem die weltweite Vermarktung des Systems durch eine Sportmarketing- und Eventagentur erfolgt. Inzwischen (Stand März 2015) gibt es 16 Anlagen, die weltweit sowohl tageweise bei Events als auch in stationären Anwendungen in Sport- und Freizeiteinrichtungen zum Einsatz kommen. So konnten beispielsweise während der Fußball-EM 2008 auf Public Viewing Veranstaltungen in Deutschland und Österreich die Besucher den Robokeeper kennenlernen und herausfordern. Weitere Einsätze bei großen Sportveranstaltungen gab es beispielsweise während der Frauenfußball-WM in Berlin, während des ConFed-Cup 2013 in Brasilien in Belo Horizinte und Rio de Janeiro sowie während der Fußball-WM 2014 in Peking und Dubai.
Aufgrund der positiven Resonanz wurde das System im Jahr 2011 weiterentwickelt und für die Sportarten Feldhockey und Eishockey adaptiert: In dieser Variante sind das Tor und die Torwartfigur nur noch halb so groß und es wird mit einem Feldhockey-Ball bzw. mit einem Eishockey-Puck aus einer Entfernung von 6 Metern geschossen. Durch den Einsatz von Kameras mit höherer Auflösung sowie eines noch schneller drehenden Motors ist auch hier bis zu einer Ball- bzw. Puck-Geschwindigkeit von ca. 100 km/h der Robokeeper nur mit einem präzisen Schuss in die oberen Torecken zu überwinden. Einsätze dieser Module waren beispielsweise bei der Hockey-EM 2011 in Mönchengladbach und während der Eishockey-WM 2013 in Stockholm.